# Nõmme (Saaremaa)
Nõmme is een plaats in de Estlandse gemeente Saaremaa, provincie Saaremaa. De plaats heeft de status van dorp (Estisch: küla) en telt 21 inwoners (2021).
Tot in oktober 2017 lag de plaats in de gemeente Leisi. In die maand werd Leisi bij de fusiegemeente Saaremaa gevoegd. In de gemeenten Laimjala en Lääne-Saare, die ook opgingen in de fusiegemeente, lag ook een dorp Nõmme, Nõmme in de gemeente Laimjala werd omgedoopt in Nõmjala, Nõmme in de gemeente Lääne-Saare werd Liivanõmme.